# 라리가 플레이오프전 2021
라리가 플레이오프전 2021(스페인어: Playoff de ascenso a Primera División 2021)은 2021년 6월 2일부터 20일까지 다음 시즌 1부 리그에 참가할 마지막 한 구단을 결정하기 위해 진행되었다. 이 시즌에 3위에서 6위를 차지한 구단들이 참가했다.
라요 바예카노가 이번 플레이오프전 승자로 등극하며 2년 만에 1부 리그로 복귀했다.

## 규정
이 시즌의 규정도 전 시즌과 유사했다. 준플레이오프전에서는 정규 시즌에 5위를 차지한 구단은 4위를, 6위를 차지한 구단은 3위를 상대했다. 토너먼트전은 1·2차전 방식으로 진행되었으며, 1차전은 순위가 낮은 구단의 안방에서 치러졌다.
양 구단의 안방에서 번갈아 경기를 치러 합계에서 우위를 점한 구단이 다음 라운드로 진출했다. 합계에서 동률을 이룰 경우 원정 다득점 원칙에 따라 더 많은 원정 경기 득점을 기록한 경우 다음 라운드로 진출했다. 그 경우에도 동률이면 연장전을 30분 치렀고, 연장전도 원정 다득점 원칙이 적용되어 득점이 나오고 승부가 나오지 않은 경우에는 원정 측이 원정 다득점 원칙에 따라 다음 라운드에 진출했다. 연장전에 득점이 나지 않은 경우 승부차기를 통해 승자를 가리지 않고, 정규 시즌에 더 높은 순위를 기록한 구단이 다음 단계로 진출했다.

## 승격 플레이오프전까지의 행보
| 순위 | 팀            | 경기 | 승 | 무 | 패 | 득 | 실 | 차  | 승점 | 승격, 참가 자격 및 강등 |
| ---- | ------------- | ---- | -- | -- | -- | -- | -- | --- | ---- | ----------------------- |
| 3    | 레가네스      | 42   | 21 | 10 | 11 | 51 | 31 | +20 | 73   | 승격 플레이오프전 진출  |
| 4    | 알메리아      | 42   | 21 | 10 | 11 | 61 | 40 | +21 | 73   | 승격 플레이오프전 진출  |
| 5    | 지로나        | 42   | 20 | 11 | 11 | 47 | 36 | +11 | 71   | 승격 플레이오프전 진출  |
| 6    | 라요 바예카노 | 42   | 19 | 10 | 13 | 52 | 40 | +12 | 67   | 승격 플레이오프전 진출  |

## 경기

### 대진표
|  | 준플레이오프전 | 준플레이오프전 | 준플레이오프전 | 준플레이오프전 | 준플레이오프전 |   |               | 결선 플레이오프전 | 결선 플레이오프전 | 결선 플레이오프전 | 결선 플레이오프전 | 결선 플레이오프전 |
|  |                |                |                |                |                |   |               |                   |                   |                   |                   |                   |
|  | 라요 바예카노  | 라요 바예카노  | 3              | 2              | 5              |   |               |                   |                   |                   |                   |                   |
|  | 레가네스       | 레가네스       | 0              | 1              | 1              |   |               |                   |                   |                   |                   |                   |
|  |                |                |                |                |                |   | 라요 바예카노 | 라요 바예카노     | 1                 | 2                 | 3                 |                   |
|  |                | 지로나         | 지로나         | 2              | 0              | 2 |               |                   |                   |                   |                   |                   |
|  | 지로나         | 지로나         | 3              | 2              | 5              |   |               |                   |                   |                   |                   |                   |
|  | 알메리아       | 알메리아       | 0              | 1              | 1              |   |               |                   |                   |                   |                   |                   |

### 준플레이오프전
| 팀 1          | 합계 | 팀 2     | 1차전 | 2차전 |
| ------------- | ---- | -------- | ----- | ----- |
| 라요 바예카노 | 5–1  | 레가네스 | 3–0   | 2–1   |
| 지로나        | 3–0  | 알메리아 | 3–0   | 0–0   |

### 결선 플레이오프전
| 팀 1          | 합계 | 팀 2   | 1차전 | 2차전 |
| ------------- | ---- | ------ | ----- | ----- |
| 라요 바예카노 | 3–2  | 지로나 | 1–2   | 2–0   |

### 결과
| 라 리가 승격                |
| --------------------------- |
| 라요 바예카노 2년 만에 승격 |